# Ансельми, Джузеппе
Джузе́ппе Ансе́льми (итал. Giuseppe Anselmi; 16 ноября 1876, Катания, Италия — 27 мая 1929, Зоальи, Италия) — итальянский оперный певец (тенор).

## Биография

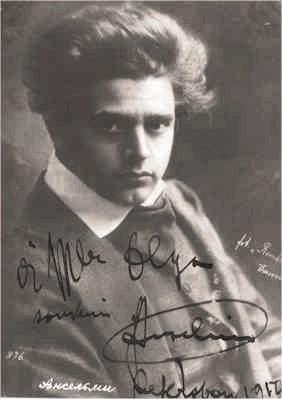
Ансельми Джузеппе в начале XX века

Свою артистическую деятельность Ансельми начал как скрипач, учился в неаполитанской Консерватории Сан-Пьетро-а-Майелла у Анджело Ферни, дебютировал в 13-летнем возрасте. Одновременно он увлекался вокальным искусством. С 1894 года совершенствовался в пении под руководством Л. Манчинелли.
В 1896 году дебютировал в парии Туридду в Афинах («Сельская честь» Масканьи). В том же году выступал в оперных театрах Каира и Александрии. Исполнение партии Герцога в миланском театре «Ла Скала» (1904) выдвинуло Ансельми в число ведущих певцов бельканто. Однако его величайшие триумфы произошли в городах Санкт-Петербург, Варшаве и, в частности, Мадриде, где он даже затмил популярность знаменитого тенора Энрико Карузо .
Ансельми гастролировал в Англии, России, Португалии, Испании, Аргентине. Голос Ансельми покорял лирической теплотой, красотой тембра, задумчивостью; его исполнение отличалось свободой и законченностью вокализации.
Ансельми часто обращался и к драматическим партиям, что привело его к преждевременной потере голоса. Оперная карьера Ансельми закончилась в конце Первой мировой войны; его последние известные выступления прошли в 1918 году. 
Он написал симфоническую поэму для оркестра и нескольких фортепианных пьес. Ансельми скончался в 1929 году от пневмонии в Зоагли в итальянской провинции Лигурия. Он сохранил глубокую привязанность к Мадриду и завещал свое сердце этому городу.